# Glina
Glina este un oraș în cantonul Sisak-Moslavina, Croația, având o populație de 9.283 de locuitori (2011).

## Demografie
Componența etnică a orașului Glina
     Croați (69,68%)
     Sârbi (27,46%)
     Necunoscut (0,72%)
     Neclasificat (1,51%)
Componența confesională a orașului Glina
     Catolici (68,3%)
     Ortodocși (26,81%)
     Fără religie și atei (1,66%)
     Necunoscută (1,78%)
     Alte religii (1,42%)
Conform recensământului din 2011, orașul Glina avea 9.283 de locuitori. Din punct de vedere etnic, majoritatea locuitorilor (69,68%) erau croați, cu o minoritate de sârbi (27,46%). Apartenența etnică nu este cunoscută în cazul a 0,72% din locuitori. Din punct de vedere confesional, majoritatea locuitorilor (68,3%) erau catolici, existând și minorități de ortodocși (26,81%) și persoane fără religie și atei (1,66%). Pentru 1,78% din locuitori nu este cunoscută apartenența confesională.